# Канадские метисы

Флаг канадских метисов

Кана́дские мети́сы — особая этническая группа, сформировавшаяся на западе Канады в XVII—XIX вв в результате метисации (смешения) французских и английских колонистов с женщинами индейского происхождения. Один из видов креолов.
Канадские метисы имеют долгую и трагическую историю. Поначалу принимая участие в разработке и заселении канадского Дикого Запада (в том числе основании некоторых провинций — например, Манитобы), канадские метисы оказываются чужими на своей же земле после грубого вторжения белой англоязычной администрации новой Канады. Мелкие конфликты землепользования постепенно перерастают в кровавые распри с колонизаторами, которые были жестоко подавлены. После почти столетия забвения, к культуре и языку канадских метисов проснулся интерес со стороны современного общества, и они получили признание в своей стране. В современной Канаде к метисам причисляют себя по разным подсчётам от 300 000 до 700 000 человек, большинство из которых проживает на западе страны.

## Франкоязычные метисы

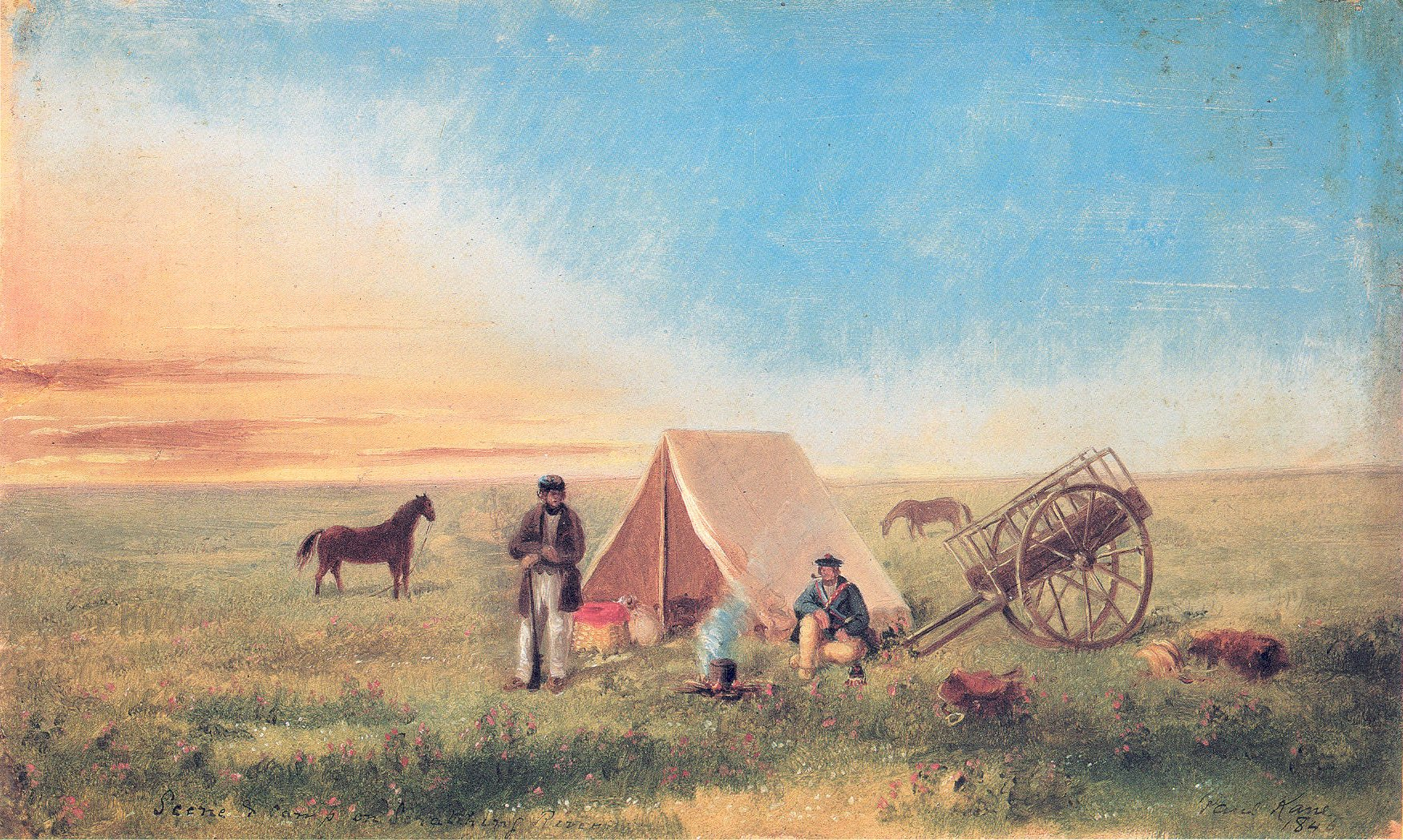
Канадские метисы, «Остановка в прерии», художник Пол Кейн.

Метис — слово французского происхождения (metis) сродни испанскому и португальскому «mestizo» (от лат. mixtitius «смешанный»). Метисы Канады, так же как и их собратья в Латинской Америке, образовались в ходе контактов мужчин (охотников, военных) европейского (поначалу преимущественно французского) происхождения с женщинами местных индейских племён. В первые десятилетия метисация была достаточно распространённым явлением и в самом Квебеке до приезда «королевских дочерей». Затем метисы Квебека постепенно растворились в более многочисленном белом населении провинции, а в менее населённых регионах метисы образовали особую этническую группу, отличную как от индейцев, так и от белых. Сложился особый смешанный язык метисов — мичиф, который не является пиджином, так как структура его сложна, что свидетельствует о прекрасном знании метисами обоих языков — кри (из племени которых чаще всего и брали себе жён европейцы), а также французского — языка отцов детей смешанного происхождения. Со временем, метисы всё лучше усваивали французский язык, и мичиф начал постепенно угасать.

## Англоязычные метисы
Уже в начале XVIII века в Канаде, у берегов Гудзонова залива, появляются группы британских (в основном английских и шотландских военных, рыбаков, охотников, золотодобытчиков) колонистов, представлявших так называемую компанию Гудзонова залива, находившуюся в острой конкурентной борьбе с французскими колониальными властями. Также из-за нехватки европейских женщин, англичане и шотландцы тоже вступали в половые связи с индейскими женщинами. Однако отношение к подобным связям даже в среде первопроходцев было совсем иным, чем у французов. Большинство британских колонистов с презрением относились к подобного рода союзам, которые в основном носили случайный характер и не афишировались. В отличие от французов и франкоканадцев, с сочувствием относившихся к своим в большинстве бедным и малообразованным родственникам, британцы презирали и ненавидели их. Быть метисом в их глазах было всё равно что быть негром-рабом в США. Подобное отношение нашло своё отражение и названиях, которые франко- и англоязычные метисы получали от своих отцов. Французы называли метисов «bois-brûlé» (букв. «обожжённое дерево» или «gens-de-couleur» цветные люди), британцы же придумали «halfbreeds» (букв. полукровки), так же они называли и собак с примесью волчьей крови. Таким образом, англоязычные метисы в гораздо большей степени страдали от многочисленных проявлений расизма со стороны белых. Англоязычные метисы, составлявшие около 20 % общего числа метисов, из-за языковых различий поначалу вели обособленную жизнь от франкоязычных метисов (около 80 % их числа). Однако, впоследствии, в связи с общим усилением давления со стороны белых англофонов, их судьбы сближаются. Доминантной становится англоязычная культура, в которой метисам, а тем более франкоязычным не находится достойного места. Они в большинстве своём переходят на английский язык.

## Современность и возрождение
В настоящее время, в результате политики насильственной ассимиляции, канадские метисы в основном англоязычны, однако французский сохраняется в качестве второго языка. Просыпается интерес к восстановлению традиционного языка мичифа.

## Известные представители
- Луи Риэль — один из важнейших канадских политических деятелей.
- Габриэль Дюмон — лидер метисов Западной Канады во второй половине XIX века, один из руководителей Северо-Западного восстания.